# New Steps
New Steps ist ein Jazzalbum von Sun Ra. Die am 2. und 7. Januar 1978 im Horo Voice Studio in Rom entstandenen Aufnahmen erschienen 1978 als Langspielplatte auf dem italienischen Label Horo, 2009 als Compact Disc bei Atomic Records. Am 1. April 2014 wurde das Album bei Enterplanetary Koncepts wiederveröffentlicht.

## Hintergrund
New Steps ist eines von mehreren Alben, die mit dieser Grundbesetzung im Januar 1978 aufgenommen wurden. Den Winter 1977/78 verbrachte Sun Ra in Italien, wo er zunächst im November 1977 ein Soloalbum einspielte. In Rom entstanden in Quartett-Besetzung zwei Studioalben, Other Voices, Other Blues und New Steps, mit Sun Ra an den Tasteninstrumenten, Michael Ray (Trompete), John Gilmore (Tenorsaxophon) und Luqman Ali am Schlagzeug.
In The Earthly Recordings of Sun Ra von Robert L. Campbell und Christopher Trent heißt es, Sun Ra habe während der Sessions im Januar 1978 in Italien häufig sein Crumar-Keyboard benutzt, um sich wiederholende Linien und „Drum“-Sequenzen zu programmieren.
Das Stück „When There Is No Sun“ mit dem Gesang von John Gilmore wurde 2020 unter dem vollständigen Titel „the Sky Is a Sea of Darkness When There Is No Sun to Light the Way“ als digitale Single veröffentlicht, gekoppelt mit einer Vokalversion des Instrumentalstücks „Somewhere in Space“ von 1958.

## Titelliste
- Sun Ra: New Steps (Horo Records – HDP 25-26; Atomic Records 76812)[4]

1. My Favorite Things (Oscar Hammerstein II, Richard Rodgers) 8:22
2. Moon People 7:50
3. Sun Steps 11:41
4. Exactly Like You (Dorothy Fields, Jimmy McHugh) 6:07
5. Friend and Friendship 6:57
6. Rome at Twilight 5:11
7. When There Is No Sun 4:40
8. The Horo 15:34

Wenn nicht anders vermerkt, stammen die Kompositionen von Sun Ra.

## Rezeption
Sean Westergaard verlieh dem Album in Allmusic vier Sterne und schrieb, auch wenn in dem Programm zwei Standards gespielt werden wie „My Favourite Things“, werde schnell eine scharfe Wendung in Richtung Weltall genommen, wenn Sun Ra „Moon People“ vorstellt, den einzigen Titel, in dem Ra den Synthesizer spielt. „Sun Steps“ sei dann eine langsame Melodie mit schönem Klavierspiel Sun Ras. Tatsächlich sei der Rest des Albums auf der sanften Seite („When There Is No Sun“ ist der einzige Track mit Gesang) und enthalte einige großartige Äußerungen von John Gilmore und Sun Ra. Michael Ray sei ebenfalls in guter Form, wenn auch etwas weniger überschwänglich als sonst. Bei einer so kleinen Gruppe ist der Solo-Raum reichlich vorhanden, und Luqman Alis dezentes Schlagzeugspiel halte die Dinge wirklich schön zusammen.